# Griphoneura affinis
Griphoneura affinis är en tvåvingeart som beskrevs av Malloch 1925. Griphoneura affinis ingår i släktet Griphoneura och familjen lövflugor.
Artens utbredningsområde är Costa Rica. Inga underarter finns listade i Catalogue of Life.